# Canguçu (kommun)
Canguçu är en kommun i Brasilien.   Den ligger i delstaten Rio Grande do Sul, i den södra delen av landet, 1 800 km söder om huvudstaden Brasília. Antalet invånare är 53 268.
Följande samhällen finns i Canguçu:
- Canguçu

Omgivningarna runt Canguçu är en mosaik av jordbruksmark och naturlig växtlighet. Runt Canguçu är det glesbefolkat, med 14 invånare per kvadratkilometer.